# Agathosma capensis
Agathosma capensis là một loài thực vật có hoa trong họ Cửu lý hương. Loài này được (L.) Dummer mô tả khoa học đầu tiên năm 1912.